# 烏克蘭希臘禮天主教布宜諾斯艾利斯聖母贊助教區
烏克蘭希臘禮天主教布宜諾斯艾利斯聖母贊助教區（拉丁語：Eparchia Sanctae Mariae a Patrocinio Bonaënsis）是阿根廷一個東儀天主教教區（烏克蘭希臘禮），屬布宜諾斯艾利斯總教區。
阿根廷代牧區於1968年4月9日成立，1978年4月24日升為教區。
2010年有教友160,000人、十八個堂區、十七名司鐸。目前教區主教席位自原主教斯維亞托斯拉夫·舍夫丘克升任烏克蘭禮天主教會大總主教後懸空。

## 历史
第一批从乌克兰到达阿根廷的移民是1880年到达的。他们是烏克蘭希臘禮天主教會教徒。1897年他们在布宜诺斯艾利斯设立了一个傳教站。1908年第一批按照拜占庭礼仪傳道的神父来到阿根廷。

### 社群形成
在1924年至1945年之间许多来自乌克兰的烏克蘭希臘禮天主教會教徒来到阿根廷，他们在门多萨省、查科省、福爾摩沙省、科连特斯省、科尔多巴省、聖大非省和阿根廷首都布宜诺斯艾利斯定居。从1936年开始各省的修道院和教区牧师合作为乌克兰信徒布道。
教宗庇護十一世任命乌克兰希腊礼天主教费城总教区主教康斯坦丁·波哈切夫斯基为阿根廷宗座視察員。1961年慈幼會神父安德烈·萨佩拉克在罗马市被提升为主教后被教宗若望二十三世任命为阿根廷宗座視察員。

### 成立教区
1968年4月9日教宗保祿六世给所有生活在阿根廷的乌克兰希腊礼天主教徒设立了宗座代牧區。萨佩拉克被任命为其第一任宗座代牧。1978年4月24日的宗座憲令把它提升为教区，并获得了今天的名字。在教区内有慈幼會、方济各会等修道院的不同设施。